# Olga Orbán-Szabó
Olga Orbán-Szabó, née le 9 octobre 1938 à Cluj-Napoca et morte le 5 janvier 2022 à Budapest, est une escrimeuse roumaine. Tout au long de sa carrière, elle pratique le fleuret, seule arme autorisée en compétition pour les femmes avant 1989. Elle remporte l'argent en individuel aux Jeux de Melbourne en 1956, la première médaille roumaine aux Jeux olympiques en escrime.

## Biographie
Orbán naît en Transylvanie, une région proche de la Hongrie. Elle fait partie de la minorité hongroise de Roumanie. Elle débute l'escrime à quatorze ans, après une visite à la salle d'armes locale organisée par sa professeur de français. Son talent se révèle presque instantanément
et dès ses seize ans, elle remporte le titre national junior. À dix-sept, elle est championne chez les seniors.
Elle n'a donc que quatre ans d'escrime à son actif lorsqu'elle découvre, à dix-huit ans, les Jeux olympiques à Melbourne, en Australie. Elle franchit les deux premiers tour de poule qualificatifs pour la poule finale, durant laquelle elle n'est battue qu'une fois, par la future médaillée de bronze Renée Garilhe (4 touches à 3). Son bilan de six victoires n'est égalé que par la Britannique Gillian Sheen, qu'Orbán a pourtant battue à deux reprises durant la compétition. Elle et Sheen disputent un match de barrage pour la médaille d'or, que la Britannique remporte par 4 à 2. Orbán se contente de l'argent, la première médaille roumaine en escrime aux Jeux olympiques. Son palmarès olympique compte aussi deux médailles de bronze, obtenues par équipes aux Jeux de Mexico en 1968 et de Munich en 1972.
Orbán fait partie de l'équipe roumaine qui, aux championnats du monde d'escrime 1961 à Turin, remportera la première médaille de la Roumanie dans la compétition. L'année suivante, à Buenos Aires, elle est titrée pour la première fois en individuel devant la soviétique Galina Gorokhova. Elle connaîtra encore l'or, aux championnats du monde 1969 à La Havane, par équipes. Trois médailles d'argent mondiales et trois de bronze font partie de son palmarès.
Après sa retraite sportive, Orbán est un temps maître d'armes au club du CSA Steaua de Bucarest. À la suite de son mariage avec le joueur de water-polo Alexandru Szabó, elle déménage en 1990 en Hongrie, où elle travaille en tant qu'enseignante.

## Palmarès
- Jeux olympiques
  -  Médaille d'argent aux Jeux olympiques de 1956 à Melbourne
  -  Médaille de bronze par équipes aux Jeux olympiques de 1968 à Mexico
  -  Médaille de bronze par équipes aux Jeux olympiques de 1972 à Munich

- championnats du monde d'escrime
  -  Médaille d'or par équipes aux championnats du monde d'escrime 1969 à La Havane
  -  Médaille d'or aux championnats du monde d'escrime 1962 à Buenos Aires
  -  Médaille d'argent par équipes aux championnats du monde d'escrime 1970 à Ankara
  -  Médaille d'argent aux championnats du monde d'escrime 1965 à Paris
  -  Médaille d'argent par équipes aux championnats du monde d'escrime 1965 Paris
  -  Médaille de bronze aux championnats du monde d'escrime 1970 à Ankara
  -  Médaille de bronze par équipes aux championnats du monde d'escrime 1967 à Montréal
  -  Médaille de bronze par équipes aux championnats du monde d'escrime 1961 à Turin